# Davide Formolo
Davide Formolo (Negrar, 25 de outubro de 1992) é um ciclista profissional italiano, membro da equipa estadunidense  UCI WorldTeam Cannondale-Drapac.

## Palmarés
Fontes:
2014
- 2º no Campeonato de Itália em Estrada

2015
- 1 etapa do Giro d'Italia
- 1º  Classificação jovem Volta ao Algarve
- 3º Trofeo Andratx-Mirador d'Es Colomer
- 9º Geral Tour de Pologne 2015
- 9º Geral Tour of Alberta 2015

#### 2016
- 4º Geral Tour de Pologne
- 9º National Road Race Championships
- 9º Geral Vuelta a España